# 卓王孫
卓王孙（？—？），西汉关东赵国人，卓文君之父。

## 生平
卓王孙世代專門冶铁，有长才，他招募贫民开采铁矿，冶铁生铁，發達致富。成為當時全國首富，僅家僮便有八百人。卓王孙有個女兒卓文君，姿色嬌美，善古琴，後與司马相如相爱，最後兩人私奔，並生下一女。卓文君和司馬相如在臨邛開酒店。卓王孫只好分給文君一百名僮仆，一百萬錢。司馬相如和卓文君立即回成都，富甲一方。